# طوابع البريد والتاريخ البريدي للولايات المتحدة

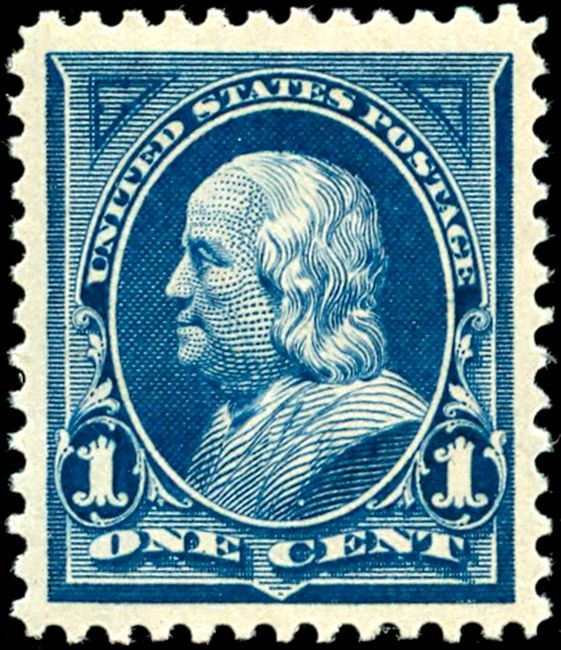
طابع بريدي يحمل صورة بنجامين فرانكلين
صدر سنة 1895

بدأت الخدمة البريدية في الولايات المتحدة مع تسليم بريد ما قبل الطوابع، والتي كان يتحمل تكلفتها الشخص المستلم، ثم شملت لاحقًا الرسائل المدفوعة مسبقًا والتي تنقلها شركات البريد الخاصة ومكاتب البريد المؤقتة، وبلغت ذروتها في نظام الدفع المسبق الشامل الذي يتطلب أن تحمل جميع الرسائل طوابع بريدية لاصقة صادرة على المستوى الوطني.
في الأيام الأولى، كان قادة السفن الذين يصلون إلى الميناء ببريد بلا طوابع يعلنون في الصحيفة المحلية أسماء أولئك الذين لديهم بريد ويطلبون منهم أن يأتوا لاستلامه ودفع ثمنه، إذا لم يكن قد دفعه المرسل بالفعل. كان تسليم البريد في الولايات المتحدة عبارة عن مسألة تنظيم محلي عشوائي حتى بعد حرب الاستقلال، عندما تم في النهاية إنشاء نظام بريدي وطني. تم التخلص تدريجياً من الرسائل دون الطوابع، التي يدفع ثمنها المتلقي، والأنظمة البريدية الخاصة، بعد إدخال طوابع البريد اللاصقة، التي أصدرها مكتب البريد الحكومي الأمريكي لأول مرة في الأول من يوليو عام 1847، في فئات خمسة وعشرة سنتات، مع جعل استخدام الطوابع إلزاميًا في عام 1855.
استمر إصدار واستخدام طوابع البريد اللاصقة خلال القرن التاسع عشر في المقام الأول للبريد من الدرجة الأولى. كانت كل من هذه الطوابع تحمل عمومًا وجهًا أو تمثالًا نصفيًا لرئيس أمريكي أو رجل دولة آخر مهم تاريخيًا. ومع ذلك، بمجرد أن أدركت هيئة البريد خلال عقد التسعينيات من القرن التاسع عشر أنها يمكن أن تزيد الإيرادات عن طريق بيع الطوابع باعتبارها "مقتنيات"، بدأت في إصدار طوابع تذكارية، أولاً فيما يتعلق بالمعارض الوطنية المهمة، وفي وقت لاحق بمناسبة الذكرى السنوية للأحداث التاريخية الأمريكية الهامة. أدى الابتكار التكنولوجي المستمر في وقت لاحق إلى إدخال طوابع خاصة، مثل تلك المستخدمة مع البريد الجوي، وطوابع منطاد زبلين عام 1930، والبريد المسجل، والبريد المعتمد، وما إلى ذلك.[بحاجة لمصدر] تم إصدار رسوم البريد المستحقة لبعض الوقت، وكان مكتب البريد يلصقها على الرسائل التي تحتوي على رسوم بريدية غير كافية، مع ضرورة دفع الرسوم المستحقة لموظف البريد عند العنوان المستلم.
اليوم، أصبحت العديد من الطوابع الصادرة عن مكتب البريد ذاتية اللصق، ولم تعد تتطلب "لعق" الطوابع لتفعيل الغراء على ظهرها. في كثير من الحالات، يستخدم موظفو البريد الآن مؤشرات القيمة البريدية (PVI)، وهي عبارة عن ملصقات حاسوبية، بدلاً من الطوابع.[بحاجة لمصدر]
لحوالي قرن ونصف، كانت الطوابع دائمًا تحمل قيمتها المحددة (5 سنت، 10 سنت، إلخ)، ولكن الآن تبيع مكاتب البريد في الولايات المتحدة طوابع غير محددة القيمة تسمى "الطوابع الأبدية" (forever stamps) لاستخدامها على البريد من الدرجة الأولى والبريد الدولي. تظلّ هذه الطوابع صالحة للسعر الكامل حتى في حال حدوث زيادة في الأسعار. ومع ذلك، لا تزال الطوابع اللاصقة التي تحمل مؤشرات القيمة متاحة وتباع للاستخدامات الأخرى.

## التاريخ البريدي المبكر
بدأت الخدمات البريدية في النصف الأول من القرن السابع عشر لخدمة المستعمرات الأمريكية الأولى في بريطانيا وفرنسا؛ واليوم، أصبحت خدمة البريد في الولايات المتحدة منظمة حكومية كبيرة تقدم مجموعة واسعة من الخدمات في جميع أنحاء الولايات المتحدة وأقاليمها في الخارج.

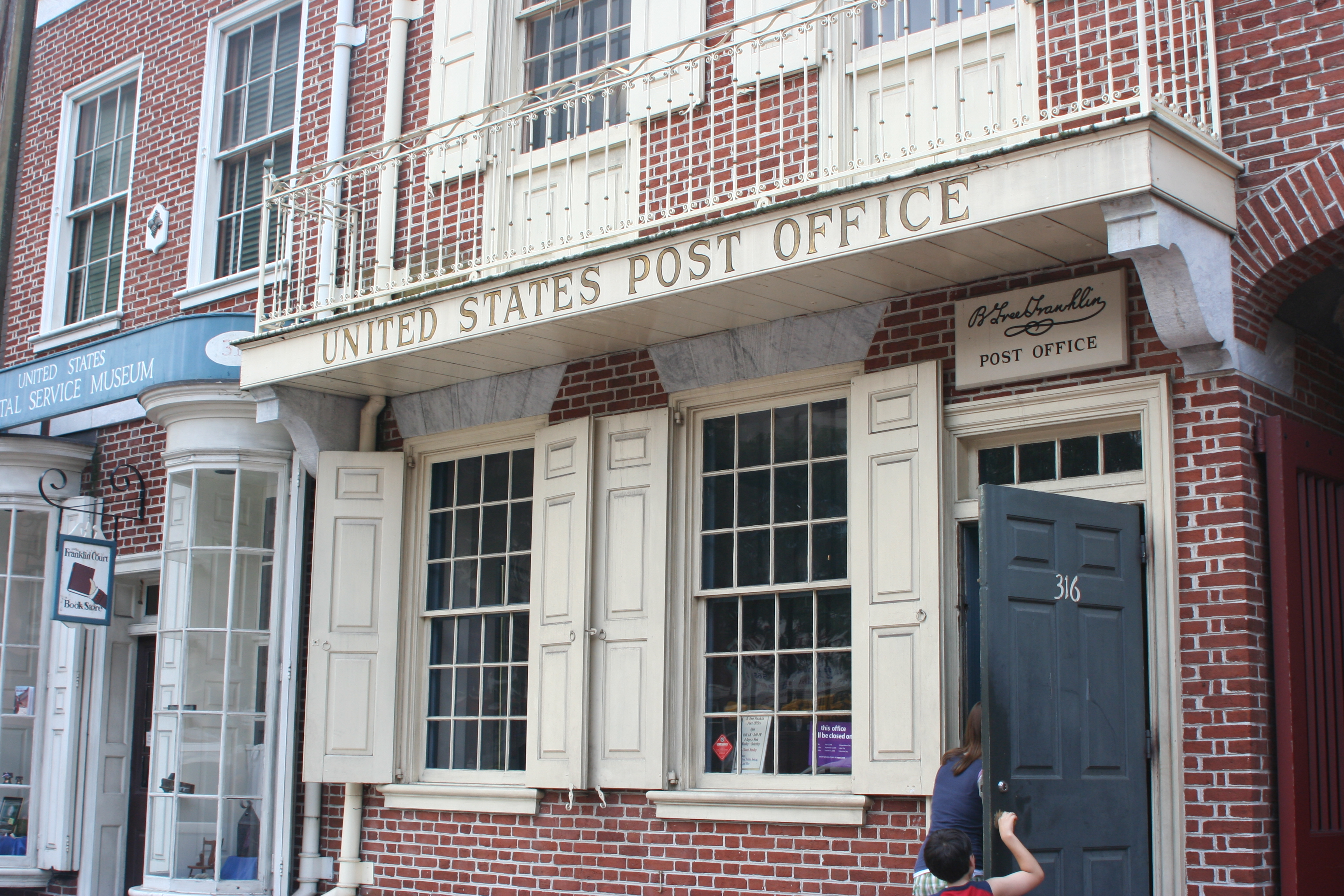
مكتب بريد ببنجامين فرانكلين في فيلادلفيا

في المستعمرات الأمريكية، بدأت خطوط البريد غير الرسمية المستقلة في بوسطن في وقت مبكر من عام 1639، وبدأت خدمة البريد بين بوسطن ومدينة نيويورك في عام 1672.[بحاجة لمصدر] بدأت خدمة البريد السريع بين مونتريال ومدينة كيبيك بحلول 1693، ومن المرجح أنها حدثت قبل ذلك، حيث وصل بيدرو دا سيلفا، وهو أحد سعاة البريد، قبل ذلك بأكثر من 20 عامًا. (انضمت هذه المنطقة من فرنسا الجديدة إلى المستعمرات البريطانية الأخرى في أمريكا في عام 1763 تحت اسم كيبيك.)
بدأت خدمة البريد المعتمدة رسميًا في عام 1692 عندما منح الملك ويليام الثالث لأحد النبلاء الإنجليز "براءة اختراع" تسليم، تضمنت الحق الحصري في إنشاء وجمع ضريبة بريدية رسمية على الوثائق الرسمية من جميع الأنواع. وبعد سنوات، في عام 1765، كان فرض الضرائب من خلال الشراء الإلزامي للطوابع (المطبوعة مباشرة على الوثائق أو المطبوعة على الورق والملصقة بها) قضية ساعدت في إشعال شرارة الثورة الأمريكية. تم إلغاء الضريبة بعد عام واحد، ولم يتم استخدام سوى القليل منها فعليًا في المستعمرات، ولكن تم بيعها، بما في ذلك في نوفا سكوشا وجزر الكاريبي البريطانية.
في السنوات التي سبقت الثورة الأمريكية، كانت طرق البريد بين المستعمرات موجودة على طول الطرق القليلة بين بوسطن، ونيويورك، وفيلادلفيا، ومونتريال، وتروا ريفيير، ومدينة كيبيك. بدأ بنجامين لي (Benjamin Leigh)، بائع المستلزمات في هاليفاكس، الخدمة البريدية في نوفا سكوشا بحلول عام 1754. وفي العام التالي، دشن البريد البريطاني خدمة إرسال طرود بريدية شهرية من بريطانيا إلى نيويورك، في محاولة لتحسين الاتصالات العسكرية. ومن نيويورك، كانت أي سفن متاحة تحمل البريد إلى مدن الموانئ، بما في ذلك هاليفاكس. في منتصف القرن الثامن عشر، كان أفراد مثل ببنجامين فرانكلين وويليام غودارد هم مديري مكاتب البريد الاستعمارية الذين أداروا البريد آنذاك، وكانوا المهندسين العامين لنظام بريدي بدأ كبديل للبريد الملكي (نظام البريد الاستعماري آنذاك) والذي أصبح أقل ثقة مع اقتراب الثورة الأمريكية. أصبح النظام البريدي الذي صاغه فرانكلين وغودارد من الثورة الأمريكية هو المعيار لمكتب البريد الأمريكي الجديد، وهو النظام الذي لا تزال تصميماته الأساسية مستخدمة في خدمة البريد الأمريكية اليوم.

## مكاتب البريد والطوابع البريدية

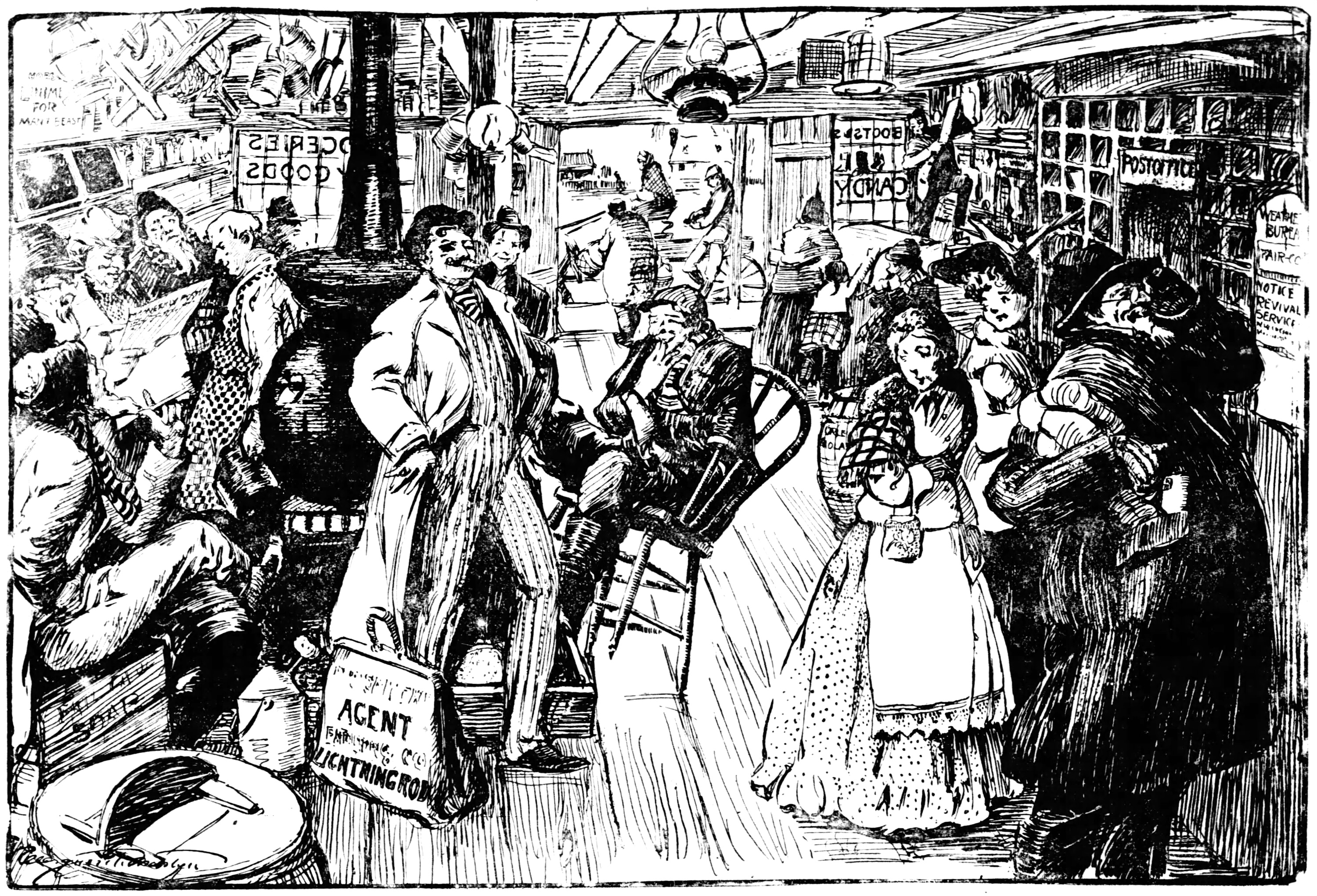
رسم خيالي لمارغريت مارتن في صحيفة بتاريخ 21 أكتوبر 1906، ويظهر على اليمين مكتب بريد ريفي في متجر عام.

في عام 1775، عندما تم تعيين بنجامين فرانكلين كأول مدير عام للبريد، وُلدت خدمة البريد في الولايات المتحدة. كان لهذا المنصب أهمية كبيرة لدرجة أنه في عام 1829 تم إدراجه ضمن مناصب مجلس وزراء الرئيس. ومع توسع أمريكا وظهور بلدات وقرى جديدة، انتشرت مكاتب البريد معها. غالبًا ما تُوفِّرُ التواريخ والأختام البريدية الصادرة من هذه الأماكن نوافذ تاريخية تتيح للمؤرخين فهم فترة زمنية معينة ومكان معين.[بحاجة لمصدر] كل ختم بريدي فريد من نوعه، حيث يحمل اسم الولاية والمدينة إلى جانب تاريخ مميز.
مكاتب البريد التي كانت تقع على خطوط السكك الحديدية أو في المواقع العسكرية لها أهمية تاريخية خاصة. كما أن البريد والأختام البريدية الصادرة من معسكرات أسرى الحرب خلال الحرب الأهلية، أو من على متن السفن الحربية التي كان لكل منها مكتب بريد خاص بها، توفر رؤى فريدة في التاريخ الأمريكي، مما يجعلها ذات قيمة كبيرة للمؤرخين وهواة جمع الطوابع.
بين عامي 1874 و1976، تم تصنيف مكاتب البريد إلى أربع فئات من الأولى إلى الرابعة بناءً على حجم الإيرادات التي تحققها، حيث كانت الفئة الأولى هي الأعلى.

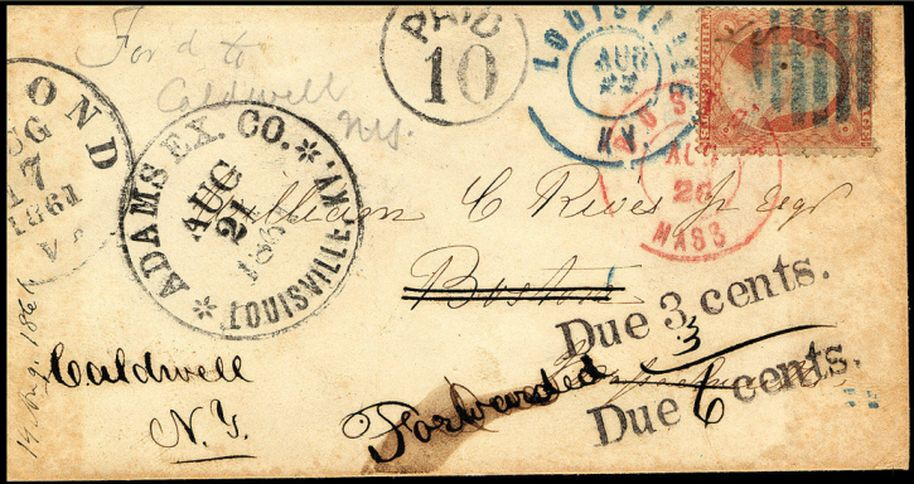
تواريخ متعددة في عام 1861
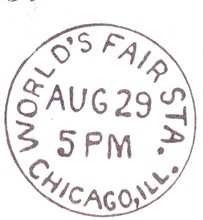
29 أغسطس 1893
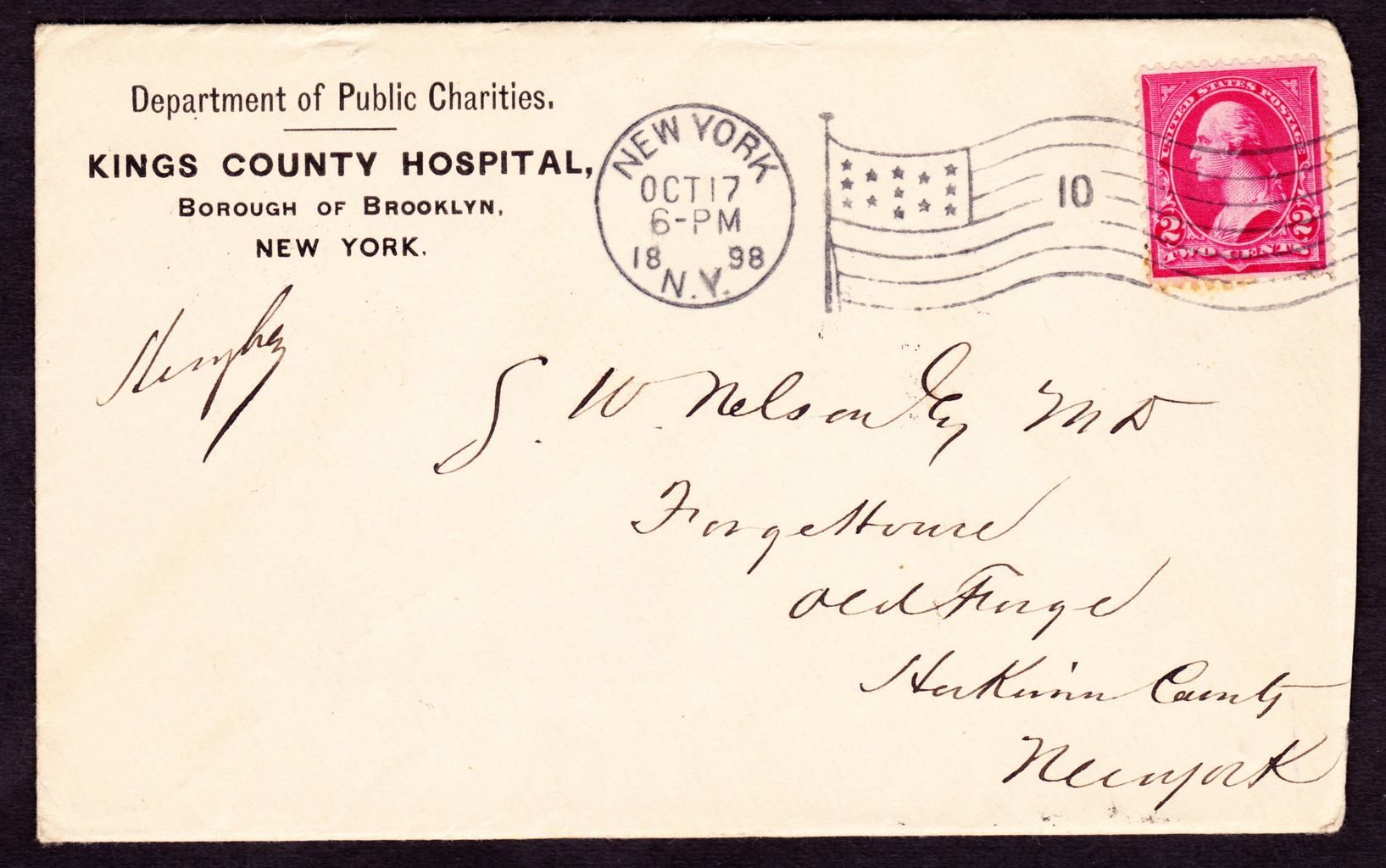
17 أكتوبر 1898
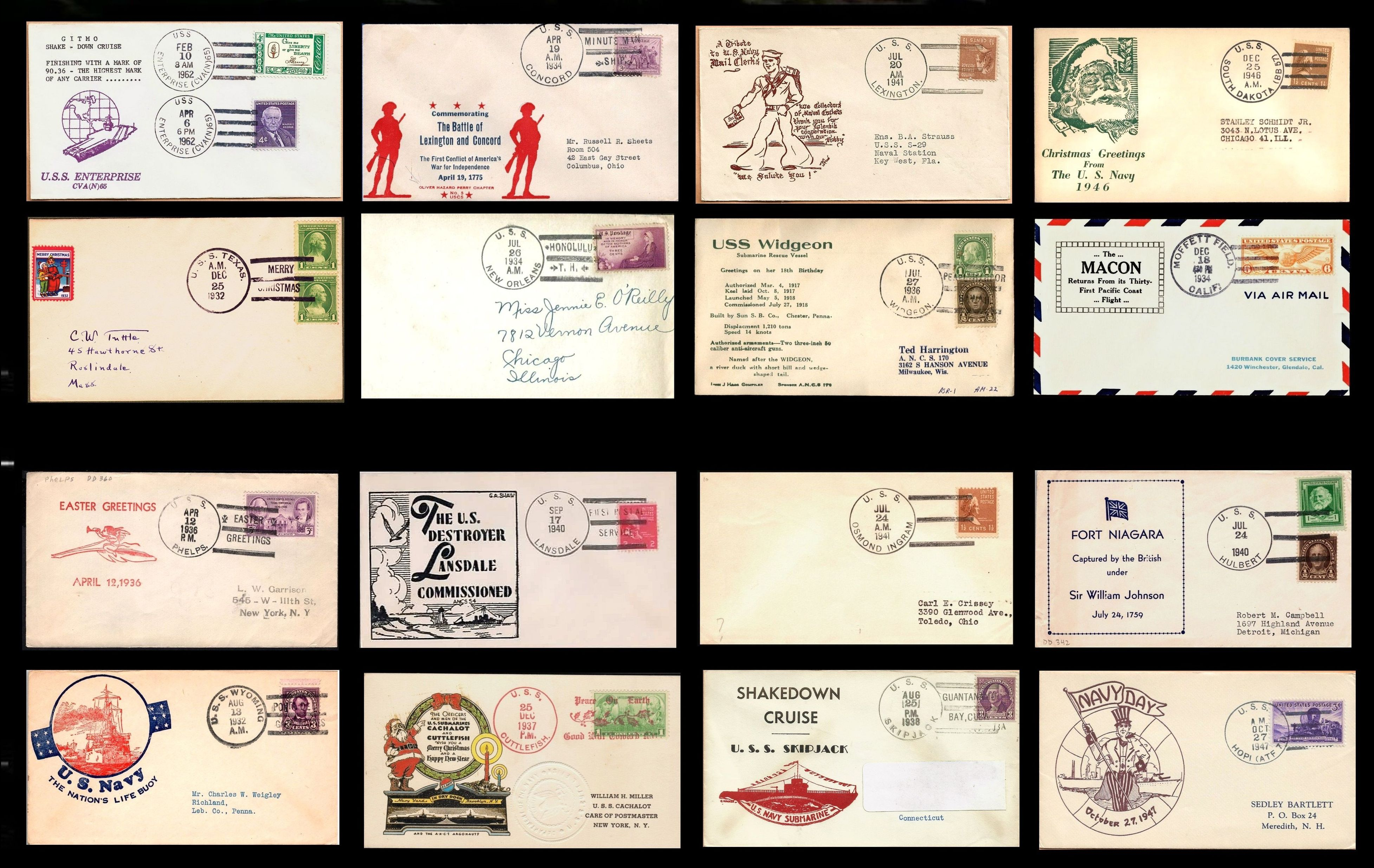
مجموعة مختارة من أغلفة البحرية الأمريكية
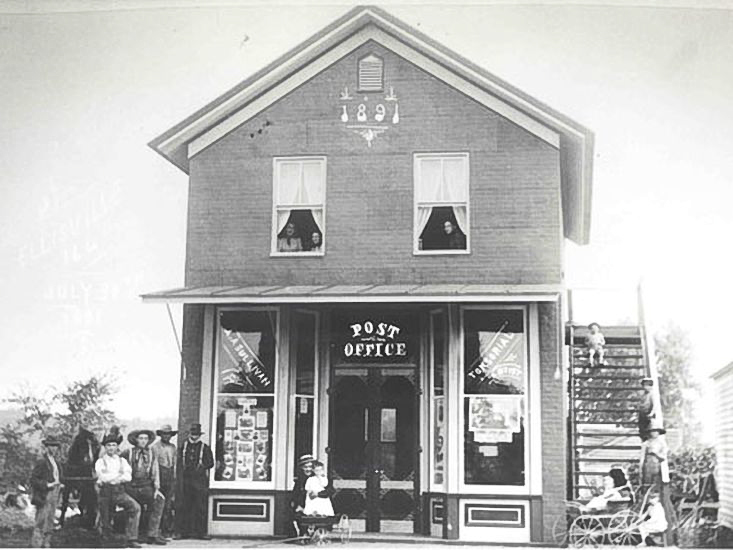
مكتب بريد إليسفيل، إلينوي، 1891

## البريد قبل الطوابع البريدية

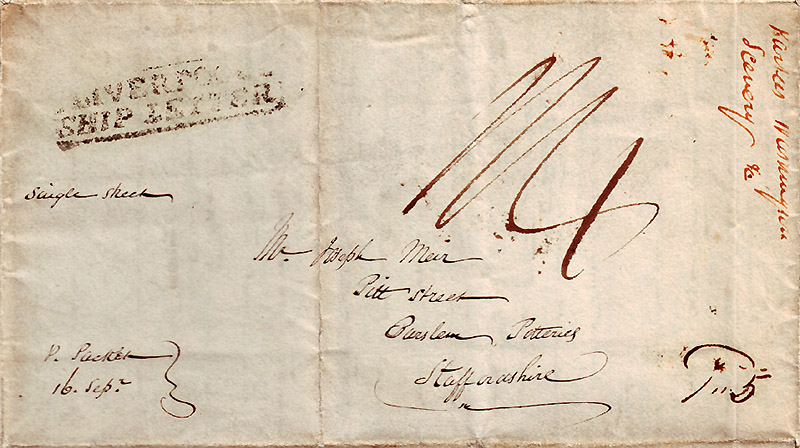
ورقة بريدية مفردة بدون طابع من عام 1832 تحمل ختم "Liverpool Ship Letter"، وتم تمييزها يدويًا بعبارة "Paid 5" من قبل موظف بريد أمريكي في فيلادلفيا، بنسلفانيا.

قبل ظهور الطوابع، كان المُستلِم – وليس المُرسِل – هو من يتحمل عادةً تكلفة البريد، حيث يدفع الرسوم مباشرةً إلى ساعي البريد عند التسليم. كان جمع الأموال لكل رسالة على حدة يُبطئ عمل ساعي البريد بشكل كبير أثناء جولته. علاوة على ذلك، كان المُستلم أحيانًا يرفض استلام الرسالة، مما كان يُجبر ساعي البريد على إعادتها إلى مكتب البريد (وكانت ميزانيات مكاتب البريد تأخذ في الحسبان حجمًا لا بأس به من الرسائل غير المدفوعة). نادرًا ما كان المُرسِل يدفع رسوم البريد مقدمًا، حيث كان ذلك يتطلب عادةً زيارة شخصية إلى مكتب البريد. من المؤكد أن بعض مكاتب البريد سمحت لبعض المواطنين بفتح حسابات آجلة لتغطية بريدهم المُرسل والمدفوع مسبقًا، ولكن إدارة هذه الحسابات شكلت عبئًا إداريًا إضافيًا.
أحدثت الطوابع البريدية ثورة في هذا النظام، حيث أدت إلى اعتماد الدفع المسبق عالميًا. ومع ذلك، كان شرط إصدار الطوابع في أي دولة هو توحيد أسعار البريد في جميع أنحاء البلاد. فلو بقيت رسوم البريد متفاوتة بين المناطق كما كان الحال في العديد من الدول، لكانت الطوابع غير كافية لتحسين الكفاءة، إذ كان موظفو البريد سيظلون بحاجة إلى حساب الرسوم لكل رسالة على حدة قبل أن يعرف المرسلون مقدار الطوابع المطلوبة لإرسالها.

## طوابع الإصدار المؤقت

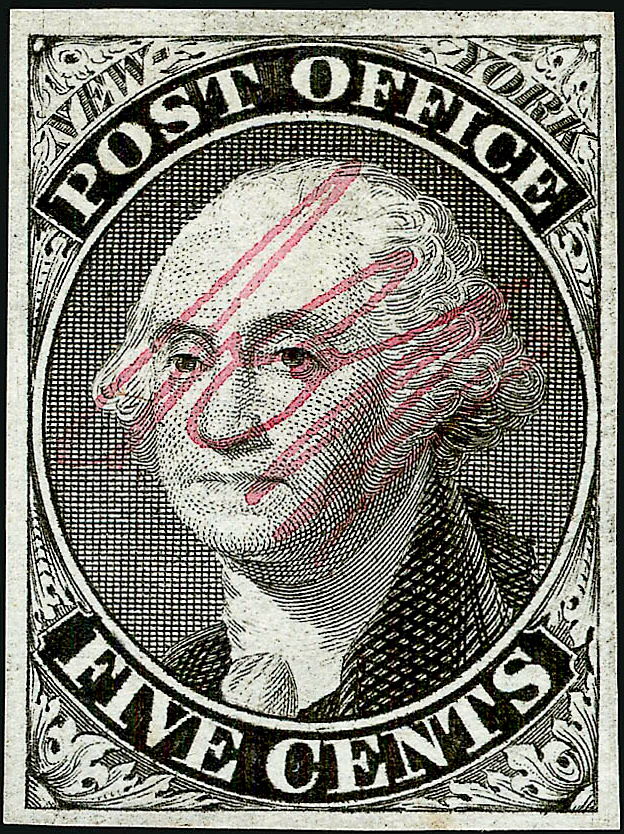
الإصدار المؤقت لمدير بريد نيويورك، 1845

حظي إدخال الطوابع البريدية في المملكة المتحدة في مايو 1840 باهتمام كبير في الولايات المتحدة وحول العالم. وفي وقت لاحق من ذلك العام، وقف دانيال وبستر في مجلس الشيوخ الأمريكي ليقترح اعتماد الإصلاحات البريدية الإنجليزية الحديثة —بما في ذلك توحيد الرسوم البريدية واستخدام الطوابع البريدية— في أمريكا.
لكن الأمر كان بيد القطاع الخاص لجلب الطوابع إلى الولايات المتحدة. ففي 1 فبراير 1842، بدأت خدمة بريدية جديدة تُدعى (City Despatch Post) عملياتها في مدينة نيويورك، حيث قدمت أول طابع بريدي لاصق يطبع في نصف الكرة الغربي، واشترطت على زبنائها استخدامه لجميع المراسلات. كان هذا الطابع من فئة 3 سنتات، ويحمل رسمًا مُبتدئا إلى حد ما لجورج واشنطن، وطُبع من ألواح منقوشة خطيًا ضمن صفائح تضم 42 صورة. أسس الشركة هنري توماس ويندسور، وهو تاجر من لندن كان يقيم آنذاك في هوبوكين (نيوجيرسي). وتم الإعلان عن ألكسندر إم. غريغ كوكيل للخدمة، ولذلك يميل المؤرخون وعشاق الطوابع إلى الإشارة إلى الشركة ببساطة باسم (Greig’s City Despatch Post)، دون ذكر ويندسور. وفي خطوة مبتكرة أخرى، قامت الشركة بوضع صناديق جمع البريد في أنحاء المدينة لتسهيل إرسال الرسائل على عملائها.
بعد بضعة أشهر من تأسيسها، بيعت خدمة (City Despatch Post) إلى الحكومة الأمريكية، التي أعادت تسميتها إلى (United States City Despatch Post). بدأت الحكومة تشغيل هذه الخدمة البريدية المحلية في 16 أغسطس 1842 بموجب قانون صادر عن الكونغرس قبل عدة سنوات كان يجيز التوزيع المحلي للبريد. احتفظ ألكسندر غريغ، الذي استمر في إدارة الخدمة لصالح مكتب البريد، بالختم الأصلي الذي يحمل صورة واشنطن، لكنه قام لاحقًا بتعديل الحروف لتعكس التسمية الجديدة. وبذلك، أصبح هذا الإصدار، بصيغته المعدلة، أول طابع بريد يطبع تحت إشراف حكومة في نصف الكرة الغربي.[بحاجة لمصدر]
وفي 3 مارس 1845، أقر الكونغرس الأمريكي قانونًا (دخل حيز التنفيذ في 1 يوليو 1845) حدّد رسوم بريدية موحدة (ومخفضة في الغالب) في جميع أنحاء البلاد، حيث تم تحديد تعريفة موحدة قدرها خمسة سنتات للمسافات التي تقل عن 300 ميل (500 كلم)، وعشرة سنتات للمسافات بين 300 و3,000 ميل. ومع ذلك، لم يصرح الكونغرس بإنتاج طوابع بريدية للاستخدام على المستوى الوطني حتى عام 1847. ومع توحيد التعريفات البريدية، أدرك مدراء البريد أنه أصبح من الممكن إنتاج وبيع إصدارات "مؤقتة" للدفع المسبق للرسوم البريدية الموحدة، فقاموا بطباعة هذه الطوابع بكميات كبيرة. شملت هذه الإصدارات المؤقتة المغلفات المدفوعة مسبقًا والطوابع، التي كانت في الغالب ذات تصميم بسيط، باستثناء الإصدار المؤقت لمدير بريد نيويورك، الذي كان يتمتع بجودة تضاهي الطوابع اللاحقة.
ومن بين الإصدارات المؤقتة، تميزت إصدارات بالتيمور بتوقيع مستنسخ لمدير بريد المدينة جيمس إم. بوكانان (1803-1876)، وهو ابن عم الرئيس جيمس بيوكانان. جميع الإصدارات المؤقتة نادرة، وبعضها نادر للغاية؛ ففي مزاد أقيم في (Siegel Gallery) في نيويورك في مارس 2012، بيع طابع (Millbury provisional) مقابل 400,000 دولار، بينما بيعت نسخ من الإصدارات المؤقتة لكل من الإسكندرية وأنابوليس مقابل 550,000 دولار لكل منهما. طُبعت الطوابع المؤقتة في 11 مدينة بين عامي 1845 و1846:

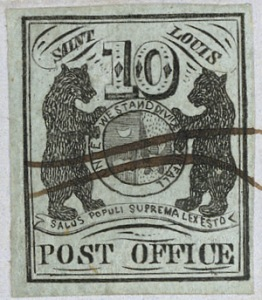
طابع بريدي مؤقت صدر في سانت لويس، ميزوري

- الإسكندرية (فرجينيا) ("ALEXANDRIA POST OFFICE" in circle)
- أنابولس (نسر داخل دائرة)
- بالتيمور (توقيع جيمس بوكانان)
- بوسكاون، نيو هامبشاير ("PAID / 5 / CENTS")
- براتلبورو (فيرمونت) (صندوق مظلل مع أحرف مدير البريد بداخله)
- لوكبورت (نيويورك) ("LOCKPORT N.Y." in oval)
- ميلبوري (ماساتشوستس) (نقش خشبي لجورج واشنطن)
- نيو هيفن (كونيتيكت) ("POST OFFICE" in box, P.M. signature)
- نيويورك ("POST OFFICE" فوق صورة واشنطن)
- بروفيدنس (رود آيلاند) ("POST OFFICE / PROV. R.I." in shaded box)
- سانت لويس (ميزوري) (St. Louis Bears, Missouri coat of arms)

في الواقع، رفع قانون الكونغرس لعام 1845 الرسوم على نوع واحد من البريد المهم: ما يُعرف بـ "رسالة الإسقاط" (drop letter) — أي، الرسالة التي يتم تسليمها من نفس مكتب البريد الذي جمعها. كان سعر رسالة الإسقاط سابقًا سنتًا واحدًا، وأصبح الآن سنتين.

## أول طوابع بريدية وطنية

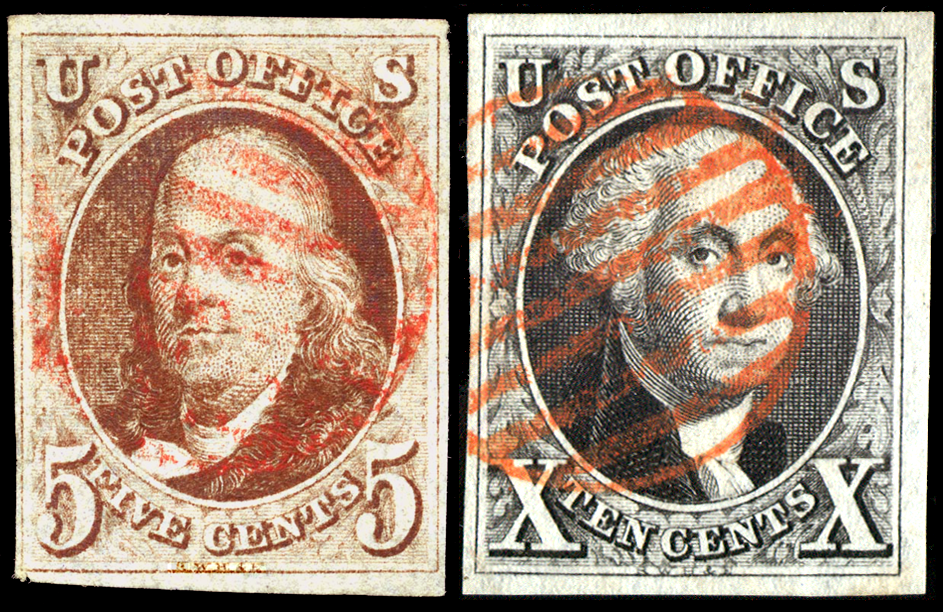
بنجامين فرانكلين — جورج واشنطن: أول طوابع بريدية أمريكية، تم إصدارها في 1847. تم التصريح بإصدار أول طوابع بريدية بموجب قانون من الكونغرس، وتمت الموافقة عليها في 3 مارس 1847. كان أول استخدام معروف لطابع فرانكلين بقيمة 5 سنتات في 7 يوليو 1847، بينما كان أول استخدام معروف لطابع واشنطن بقيمة 10 سنتات في 2 يوليو 1847. وبقيت هذه الإصدارات في التداول البريدي لعدة سنوات فقط، حيث تم إعلانها غير صالحة للاستخدام البريدي في 1 يوليو 1851.

أقرّ الكونغرس إصدار الطوابع من خلال تمرير قانون في 3 مارس 1847، وأصدر مدير مكتب البريد على الفور عقدًا مع شركة الحفر في مدينة نيويورك "رودون، رايت، هاتش، وإيدسون" (Rawdon, Wright, Hatch, and Edson). تم عرض أول إصدار من الطوابع البريدية في الولايات المتحدة للبيع في 1 يوليو 1847 في مدينة نيويورك، تلتها بوسطن في اليوم التالي، ثم تم توزيعه على المدن الأخرى لاحقًا. تضمنت الطوابع طابعًا منقوشا بقيمة 5 سنتات باللون البني الأحمر، والذي يظهر فيه بنجامين فرانكلين (أول مدير للبريد في الولايات المتحدة)، وطابعًا آخر بقيمة 10 سنتات باللون الأسود ويظهر فيه جورج واشنطن. مثل جميع الطوابع الأمريكية حتى عام 1857، كانت الطوابع بلا ثقوب.
كان طابع الـ 5 سنتات مخصصًا لرسالة وزنها أقل من نصف أونصة وتقطع مسافة تصل إلى 300 ميل، بينما كان طابع الـ 10 سنتات مخصصًا للرسائل التي تصل إلى أماكن تزيد عن 300 ميل، أو لنقل ضعف وزن الطرود المسموح به باستخدام طابع الـ 5 سنتات. تم نقش كل طابع يدويًا باستخدام ما يُعتقد أنه الفولاذ، وتم تصميم الطوابع في صفائح تحتوي على 200 طابع. غالبًا ما يُلاحظ أن طوابع الـ 5 سنتات اليوم تظهر بنقوش ضعيفة جدًا بسبب نوع الحبر المستخدم الذي كان يحتوي على قطع صغيرة من الكوارتز، والتي تآكلت مع مرور الوقت في لوحات الفولاذ التي تم استخدامها للطباعة. من ناحية أخرى، كانت معظم طوابع الـ 10 سنتات ذات نقوش قوية.
كان استخدام الطوابع اختياريًا، حيث كان لا يزال بالإمكان إرسال الرسائل مع ضرورة دفع الأجرة عند التسليم. في الواقع، لم يُصدر مكتب البريد أي طابع بقيمة 2 سنت لدفع رسوم رسائل الإسقاط في عام 1847، وظلت هذه الرسائل تُعالج بالطريقة نفسها التي كانت تتم بها سابقًا. ومع ذلك، بدأ العديد من الأمريكيين في استخدام الطوابع؛ حيث تم بيع حوالي 3,700,000 طابع 5 سنتات وحوالي 865,000 طابع 10 سنتات، ولا يزال العديد من هذه الطوابع موجودًا حتى اليوم مما يضمن توفرها لهواة الجمع. ومع ذلك، نظرًا للطلب الكبير، يُباع طابع 5 سنتات بحالة ممتازة بحوالي 500 دولار أمريكي في عام 2020، بينما يُباع طابع 10 سنتات في حالة ممتازة، مع إلغاء الطابع المطبوع بشكل واضح وأربعة حدود متباعدة جيدًا، بحوالي 1,500 دولار أمريكي أو أكثر. الطوابع غير المستخدمة نادرة جدًا، حيث تُباع بحوالي 3,000 دولار و 20,000 دولار على التوالي إذا كانت بحالة ممتازة.
أصبح مكتب البريد فعالاً للغاية بحلول عام 1851، لدرجة أن الكونغرس كان قادرًا على تقليص السعر المشترك إلى ثلاث سنتات (الذي بقي دون تغيير لأكثر من ثلاثين عامًا)، مما استدعى إصدار طوابع جديدة. علاوة على ذلك، أصبح هذا السعر المشترك ينطبق الآن على الرسائل المرسلة لمسافة تصل إلى 3000 ميل. ومع ذلك، كان هذا السعر ينطبق فقط على البريد المدفوع مسبقًا: الرسالة المرسلة دون طابع كانت لا تزال تكلف المستلم خمس سنتات —وهو دليل واضح على أن الكونغرس كان يخطط لجعل استخدام الطوابع إلزاميًا في المستقبل (وقد فعل ذلك في عام 1855). كما تم استعادة معدل "رسائل الإسقاط" بقيمة 1 سنت، ولم تشمل خطط مكتب البريد في البداية طابعًا لها؛ ومع ذلك، تم تحويل مسودة طابع بقيمة 6 سنتات لفرانكلين (للطوابع الثقيلة) إلى قيمة "رسائل الإسقاط". إلى جانب هذا الطابع بقيمة 1 سنت، أصدر مكتب البريد في البداية فقط فئتين إضافيتين في سلسلة 1851 (3 سنتات و12 سنتًا)، حيث تم طرح الطوابع الثلاثة للبيع في يوليو وأغسطس من نفس العام. ونظرًا لأن طوابع 1847 لم تعد تتماشى مع أي من أسعار البريد، تم إعلانها غير صالحة بعد فترة قصيرة كان فيها الجمهور قادرًا على استبدال الطوابع القديمة بالجديدة. وبعد بضع سنوات، اكتشف مكتب البريد أنه كان بحاجة فعلاً إلى الطوابع بالفئات القديمة، لذا أضاف طابعًا بقيمة 10 سنتات إلى السلسلة في عام 1855، تلاه طابع بقيمة 5 سنتات في العام التالي. شملت السلسلة الكاملة طابع 1 سنت الذي يُظهر صورة فرانكلين باللون الأزرق، وطابع 3 سنتات الذي يُظهر صورة واشنطن باللون البُنّي الأحمر، وطابع 5 سنتات الذي يُظهر صورة توماس جفرسون، وصور لواشنطن بقيم 10 سنتات (أخضر) و12 سنتًا (أسود). وقد حقق طابع 1 سنت شهرة، على الأقل بين هواة جمع الطوابع، لأن مشاكل الإنتاج (كان تصميم الطابع طويلًا جدًا بالنسبة للمساحة المحددة) أدت إلى العديد من التعديلات على الألواح التي تمت بشكل غير منظم، وهناك ما لا يقل عن سبع تنوعات رئيسية، تتراوح أسعارها من 100 إلى 200,000 دولار (الأخيرة للطابع الوحيد من بين الـ200 صورة على اللوحة الأولى الذي يُظهر الزخارف العليا والسفلى كاملة).

أول طوابع بريدية وطنية
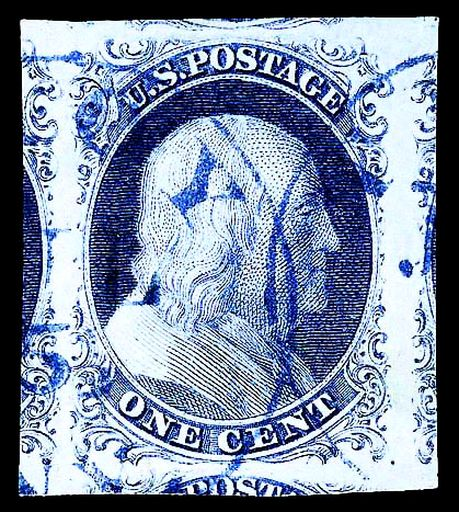
إصدار بنيامين فرانكلين لعام 1851
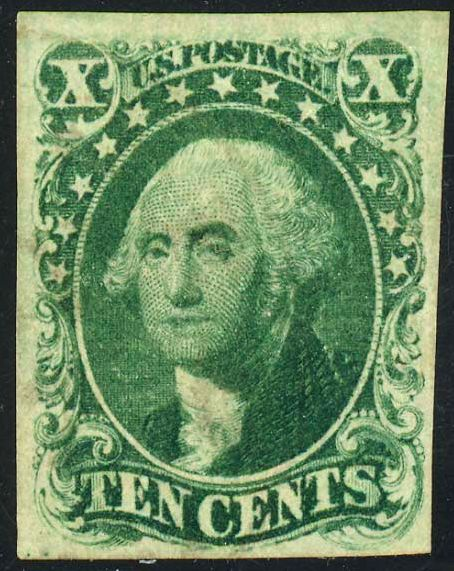
إصدار جورج واشنطن لعام 1855
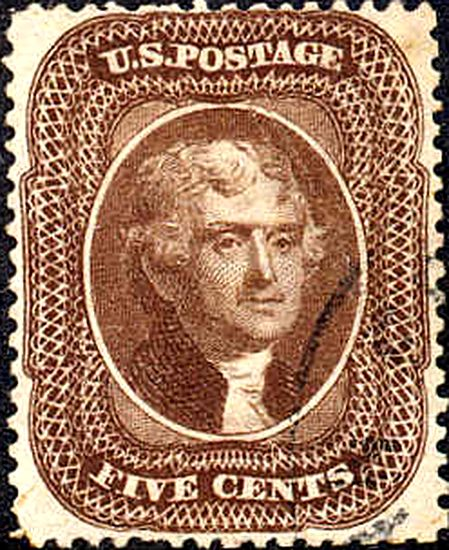
إصدار توماس جفرسون لعام 1851
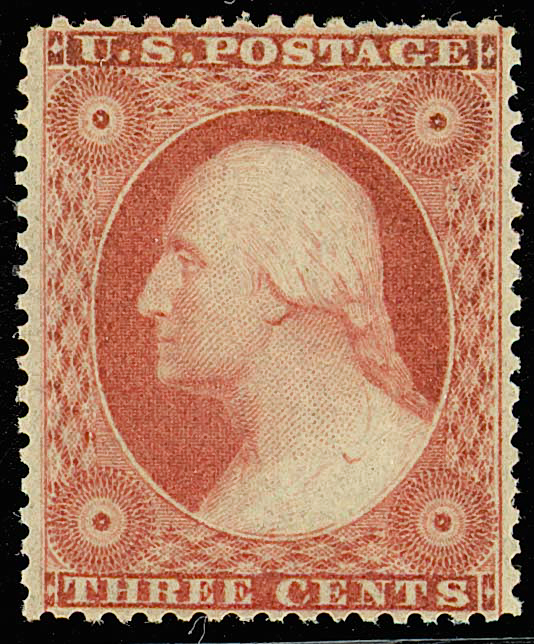
إصدار جورج واشنطن لعام 1857
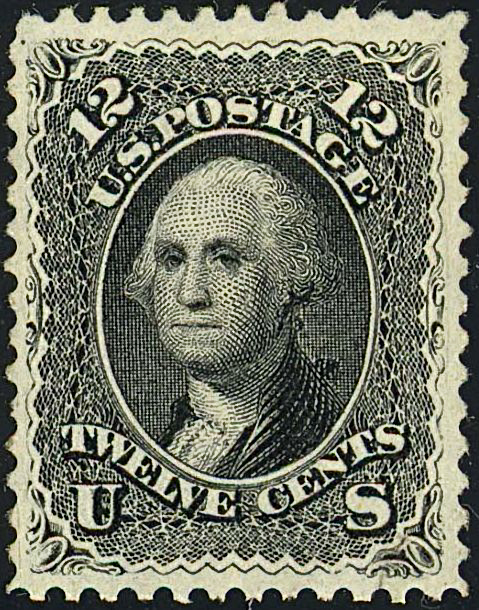
إصدار جورج واشنطن لعام 1857

في عام 1857، تم إدخال التثقيب (perforation)، وفي عام 1860 تم إصدار طوابع بقيم 24 سنتًا و30 سنتًا و90 سنتًا (مع مزيد من صور واشنطن وفرانكلين) للمرة الأولى. كانت هذه الفئات الأعلى، وخاصة طابع الـ90 سنتًا، متاحة لفترة قصيرة جدًا (أقل من عام) لدرجة أنه لم يكن لديها فرصة تُذكر لاستخدامها. يُعتبر طابع الـ90 سنتًا المستخدم من العناصر النادرة للغاية، ولذلك يُزعم أنه مُزوّر بشكل متكرر، لذا ينصح الخبراء هواة الجمع بتجنب النُّسخِ الملغاة التي تفتقر إلى شهادة خبراء.
في فبراير 1861، أصدر الكونغرس قانونًا ينص على أن "البطاقات، سواء كانت فارغة أو مطبوعة ... ستعتبر أيضًا مواد قابلة للإرسال بالبريد، ويتم فرض رسوم بريدية عليها بمعدل سنت واحد لكل أونصة". بدأت الشركات الخاصة في إصدار بطاقات بريدية، مطبوعة بمستطيل في الزاوية العليا اليمنى حيث يجب لصق الطابع. (لم يقم مكتب البريد بإنتاج "البطاقات البريدية" المدفوعة مسبقًا إلا بعد حوالي اثني عشر عامًا).
تم إعلان هذه الإصدارات غير صالحة للبريد في مايو 1861، حيث كانت الولايات الكونفدرالية تمتلك إمدادات منها. لذلك، الطوابع المستخدمة بعد ذلك التاريخ عادة ما تحتوي على وسم (OLD STAMPS/NOT RECOGNIZED) على الغلاف.[بحاجة لمصدر]

## إصدارات عصر الحرب الأهلية

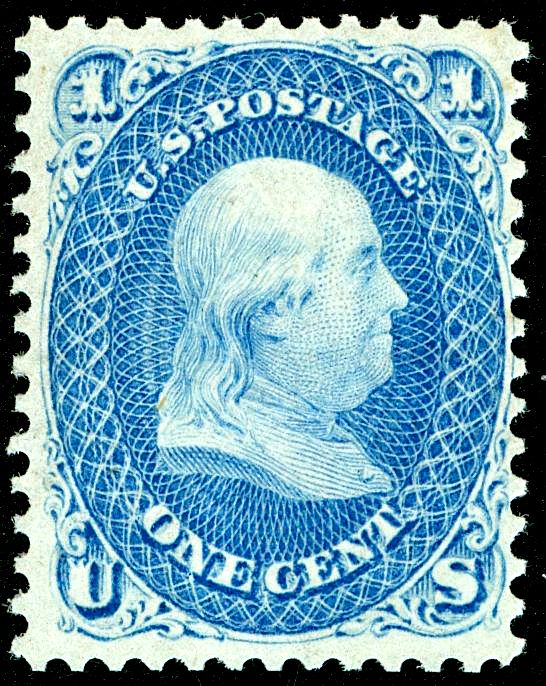
بنيامين فرانكلين.
إصدار 1861

أدى اندلاع الحرب الأهلية الأمريكية إلى اضطراب كبير في النظام البريدي. في 13 أبريل 1861 (اليوم الذي تلى الهجوم على حصن سمتر)، أمر جون هيننغر ريغان ‏، مدير البريد العام للولايات الكونفدرالية الأمريكية، مديري البريد المحليين بإعادة طوابع الولايات المتحدة إلى واشنطن العاصمة (على الرغم من أنه من غير المحتمل أن يكون العديد منهم قد فعلوا ذلك). في مايو، قررت الاتحاد سحب وإبطال جميع طوابع الولايات المتحدة القائمة، وإصدار طوابع جديدة. تُركت مكاتب البريد الكونفدرالية بدون طوابع قانونية لعدة أشهر، وبينما عاد العديد منهم إلى النظام القديم للدفع النقدي في مكتب البريد، قامت أكثر من 100 مكتب بريد عبر الجنوب بإصدار طوابع مؤقتة خاصة بها. العديد من هذه الطوابع نادرة للغاية. في النهاية، أصدرت الحكومة الكونفدرالية طوابعها الخاصة بها. (طالع طوابع البريد والتاريخ البريدي للولايات الكونفدرالية).
في الشمال، أصبحت التصاميم الجديدة للطوابع متاحة في أغسطس، وتم قبول الطوابع القديمة في التبادل، مع تحديد مواعيد نهائية مختلفة لاستبدالها حسب المناطق في البلاد، حيث كانت تبدأ من 10 سبتمبر إلى 1 نوفمبر، ثم تم تعديلها لتصبح من 1 نوفمبر إلى 1 يناير 1862. كانت هذه العملية مربكة للغاية للجمهور، وهناك العديد من الأغطية من عام 1862 وما بعده تحتوي على طوابع 1857 وتحمل وسم (OLD STAMPS NOT RECOGNIZED) "طوابع قديمة غير معترف بها".[بحاجة لمصدر]
طوابع 1861 كان لديها في تصميمها الحروف "U S" بشكل مشترك. ولتمييزها عن الطوابع القديمة بسرعة، كان من المطلوب أن تُعبّر قيمها بالأرقام العربية (في السلسلة السابقة، ظهرت الأرقام العربية فقط على طابع 30¢). شملت الإصدارات الأصلية جميع الفئات التي تم إصدارها في السلسلة السابقة: 1¢، 3¢، 5¢، 10¢، 12¢، 24¢، 30¢، و 90¢. بعيدًا عن الأرقام، تشبه العديد من هذه الطوابع بشكل سطحي طوابع السلسلة السابقة—خصوصًا لأن فرانكلين وواشنطن وجيفرسون لا يزالون يظهرون على نفس الفئات كما في السابق.
تم إصدار طابع 2¢ باللون الأسود يحمل صورة أندرو جاكسون في عام 1863، والذي أصبح الآن معروفًا بين الجامعين باسم "بلاك جاك" (Black Jack). وتم إصدار طابع 15¢ باللون الأسود يحمل صورة أبراهام لينكولن، الذي كان قد تم اغتياله مؤخرًا، في عام 1866، ويعتبره الكثيرون جزءًا من نفس السلسلة. على الرغم من أنه لم يتم وصفه رسميًا على هذا النحو، وتم اختيار فئة 15¢ لتغطية الرسوم الجديدة للبريد المسجل، يعتبر بعض هواة الطوابع هذا أول طابع تذكاري يتم إصداره.
أدت الحرب إلى زيادة كمية البريد في الشمال بشكل كبير؛ في النهاية، تم طباعة حوالي 1,750,000,000 نسخة من طابع 3¢، وقد بقي العديد منها حتى اليوم، وتُباع عادة بسعر يتراوح بين 2 إلى 3 دولارات لكل واحدة. معظمها بلون الورد؛ بينما النسخ الزهرية اللون نادرة للغاية وغالية الثمن، خاصة "الوردي الدموي" (pigeon blood pink).
ظلّت طوابع سلسلة 1861، على عكس الطوابع في الإصدارين السابقين، صالحة للبريد حتى بعد أن تم استبدالها، كما هو الحال مع كل طابع أميركي لاحق.

### بوني إكسبرس

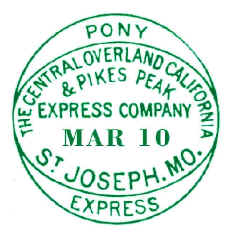
ختم بريد بوني إكسبريس البيضاوي المركب، وهو واحد من العديد من الأنواع الموجودة على أغلفة بريد بوني إكسبريس.

في عام 1860، دمجت خدمات مكتب البريد الأمريكي خدمة بوني إكسبرس لنقل البريد من وإلى سان فرانسيسكو، وهو مشروع هام مع اندلاع الحرب الأهلية، حيث كان هناك حاجة ماسة إلى حلقة تواصل بين قوات الاتحاد وسان فرانسيسكو والساحل الغربي. كان مسار بوني إكسبرس يمتد من سانت جوزيف، ميسوري، إلى ساكرامنتو، كاليفورنيا، ويبلغ طوله 1,840 ميلاً. عند وصول البريد إلى ساكرامنتو، كان يُنقل على متن قارب بخاري ويستمر في رحلة على نهر ساكرامنتو إلى سان فرانسيسكو ليصل إجمالي المسافة إلى 1,966 ميلاً. كانت خدمة بوني إكسبرس مشروعًا قصير الأمد، حيث استمرت عملياته لمدة 18 شهرًا فقط. وبالتالي، هناك قليل من البريد الباقي من بوني إكسبرس اليوم، ويُعرف فقط 250 مثالًا منه.[بحاجة لمصدر]

### طوابع بريدية مغلفة

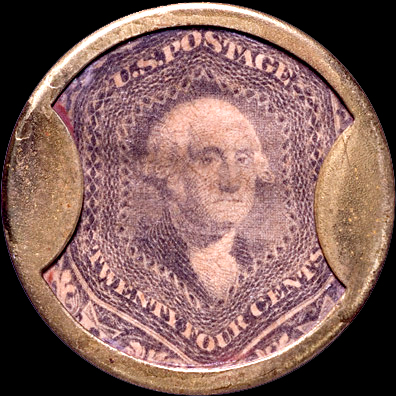

أدى التكديس الواسع للعملات المعدنية خلال الحرب الأهلية إلى حدوث نقص، مما دفع إلى استخدام الطوابع كعملة. وبطبيعة الحال، كانت هشاشة الطوابع تجعلها غير مناسبة للتداول يدويًا، ولحلّ هذه المشكلة، ابتكر جون غولت ‏ الطابع البريدي المغلف في عام 1862. كان يتم لف الطابع البريدي العادي حول قرص كرتوني دائري ثم يتم وضعه داخل غلاف معدني دائري يشبه العملة. وكانت نافذة معدن الميكا شفافة في الغلاف تسمح برؤية وجه الطابع. تم تقديم جميع الفئات الثمانية المتاحة في 1861-1862، التي تتراوح من 1 سنت إلى 90 سنتًا، في نسخ مغلفة. كانت الحروف البارزة على الجهة الخلفية من الأغطية المعدنية غالبًا ما تروج للبضائع أو الخدمات التي تقدمها الشركات التجارية. (طالع أيضا العملة الكسرية).

### الشبكات

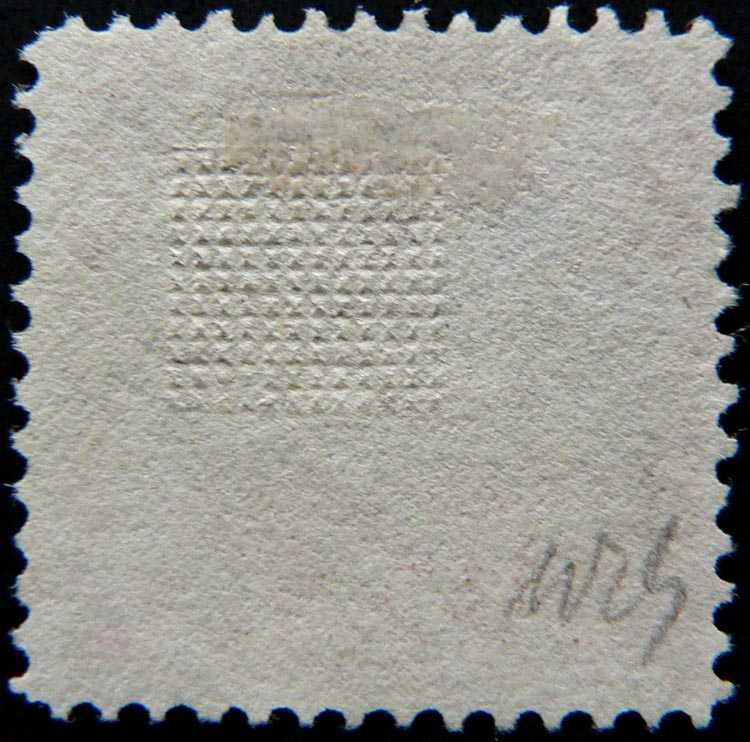
"G" الشبكة على إصدار 1869

في ستينيات القرن التاسع عشر، بدأت السلطات البريدية بالقلق بشأن إعادة استعمال طابع البريد. رغم أنه لا يوجد دليل على أن هذا كان يحدث بشكل متكرر، إلا أن العديد من مكاتب البريد لم تكن قد حصلت على أجهزة إلغاء الطوابع. وبدلاً من ذلك، ابتكروا عملية لإلغاء الطوابع عن طريق الكتابة على الطابع باستخدام قلم حبر "طابع ملغى بالقلم"، أو حفر تصميمات في قطع من الفلين، أحياناً بطريقة إبداعية جداً "ختم إلغاء مزخرف" لتمييز الطوابع. ومع ذلك، نظراً لأن الحبر ذو الجودة المنخفضة كان يمكن غسله من الطابع، فإن هذه الطريقة كانت ستكون فعالة بشكل معتدل فقط. قدم عدد من المخترعين أفكاراً مختلفة وسجلوا براءات اختراع لمحاولة حل المشكلة.
في النهاية، اعتمد مكتب البريد جهاز "الشبكة على طابع البريد"، وهو جهاز يتكون من نمط من الحواف الهرمية الصغيرة التي تضغط على الطابع، مما يؤدي إلى كسر الألياف بحيث يتشرب الحبر بشكل أعمق، وبالتالي يصعب تنظيفه. على الرغم من أن البراءة (رقم 70,147) ما زالت موجودة، إلا أن معظم عملية تحضير الطابع بالشبكة لم يتم توثيقها جيداً، وقد أُجري الكثير من البحث لإعادة خلق ما حدث ومتى. أظهرت الدراسات أن هناك أحد عشر نوعاً من الشبكات المستخدمة، تميزت بالحجم والشكل (وقد أطلق عليها هواة الطوابع الحروف A-J و Z)، وأن هذه الممارسة بدأت في عام 1867 تقريباً وتُركت تدريجياً بعد عام 1871. العديد من الطوابع المشبكة تعتبر من بين التحف النادرة في مجال هواة جمع الطوابع في الولايات المتحدة. كان يُعتقد لفترة طويلة أن طابع 1 سنت Z الشبكة (1¢ Z grill) هو الأندر بين جميع الطوابع الأمريكية، حيث كان يُعرف بوجود نسختين فقط. ومع ذلك، في عام 1961، تم اكتشاف أن طابع 15 سنتاً من نفس السلسلة كان أيضاً موجوداً بنسخة Z الشبكة؛ وهذا الطابع نادر مثل 1 سنت، حيث يُعرف وجود نسختين فقط من طابع 15 سنتاً بنسخة Z الشبكة. قد يكون نادراً أكثر هو طابع 30 سنتاً مع I شبكة (I Grill)، الذي اكتُشف وجوده مؤخراً فقط (أكتوبر 2011)، ولا توجد سوى نسخة واحدة معروفة.

### إصدار الصور التذكارية 1869

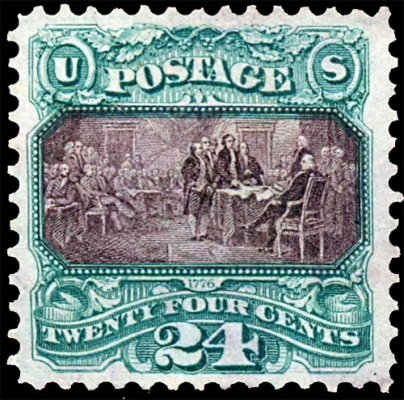
إعلان الاستقلال

في عام 1868، تعاقد مكتب البريد مع شركة الأوراق المالية الوطنية لإنتاج طوابع بريدية بتصاميم متنوعة. تم إصدار هذه الطوابع في عام 1869، وكانت مميزة بتنوع مواضيعها؛ حيث ظهرت صورة راكب على طابع 2 سنت، وصورة قاطرة على طابع 3 سنت، وطابع 12 سنت يُظهر الباخرة "أدرياتيكا"، وطابع 15 سنت يصور هبوط كريستوفر كولومبوس، وطابع 24 سنت يظهر توقيع إعلان الاستقلال.
من الابتكارات الأخرى في ما أصبح يُعرف بإصدار الصور التذكارية لعام 1869 كان استخدام الطباعة ذات اللونين لأول مرة على الطوابع الأمريكية، ومن ثم ظهرت أولى خطأ طابع بالمقلوب في الطباعة. وعلى الرغم من أنها تحظى بشعبية بين هواة جمع الطوابع اليوم، إلا أن هذه الطوابع غير التقليدية لم تكن تحظى بشعبية كبيرة بين السكان الذين اعتادوا على الطوابع التي تحمل صوراً كلاسيكية مثل جورج واشنطن وبنجامين فرانكلين وآباء الأمة الآخرين.

## الطوابع البنكية

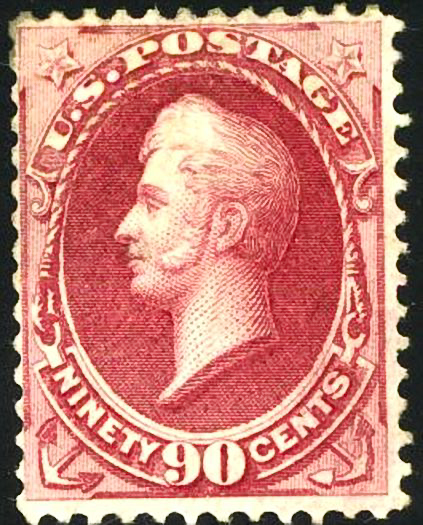
أوليفر هازارد بيري
إصدار 1870

تُعرف الطوابع البريدية التي تم إصدارها في السبعينات والثمانينات من القرن التاسع عشر مجتمعة باسم "الطوابع البنكية" (Bank notes)، لأنه تم إنتاجها من قبل شركة الأوراق المالية الوطنية، وشركة الأوراق المالية القارية، ثم شركة الأوراق المالية الأمريكية. بعد الفشل الذي حدث مع إصدار الطوابع المصورة في عام 1869، قرر رئيس البريد العام الجديد أن يعتمد سلسلة من الطوابع التي تتمحور حول "رؤوس، بالملامح، لشخصيات أمريكية بارزة توفيت" باستخدام "تماثيل رخامية ذات جودة معترف بها" كنماذج. تم إعادة جورج واشنطن إلى طابع البريد ذو السعر العادي، حيث كان قد شَغِلَ هذا الدور في إصدارات عامي 1851 و 1861، واستمر في هذا الدور في جميع السلاسل اللاحقة حتى سلسلة الرؤساء في عام 1938. لكن الطوابع البنكية الكبيرة لم تمثل تراجعاً كاملاً إلى الممارسات السابقة، فقد تم توسيع نطاق الشخصيات الأمريكية الشهيرة ليشمل إلى جانب فرانكلين والرؤساء، شخصيات معروفة مثل هنري كلاي وأوليفر هازارد بيري. علاوة على ذلك، في حين كانت صور رجال الدولة هي المحتوى التصويري الوحيد في الإصدارات السابقة لعام 1869، فإن الطوابع البنكية الكبيرة لم تستبعد تماماً الصور التمثيلية الأخرى. رافقت صورتان من السلسلة صورتهما مع صور أيقونية ملائمة للرجال الذين تم تكريمهم، في الزوايا السفلى من طابع 24 سنت، المخصص للجنرال وينفيلد سكوت، ظهرت البنادق ومدفع وقذائف مدفعية، بينما تم تأطير صورة الأدميرال أوليفر بيري في طابع 90 سنت داخل بيضاوي مربوط بالحبل واشتملت زوايا التصميم على مرساة. كانت الشركة الوطنية هي من قامت بطباعة هذه الطوابع أولاً، ثم في عام 1873، حصلت الشركة القارية على العقد—واستخدمت الألواح التي كانت قد استخدمتها الشرطة الوطنية. أضافت الشركة القارية علامات سرية على الألواح الخاصة بالقيم الصغيرة، مميزة إياها عن الإصدارات السابقة. وفي عام 1879، استحوذت الشركة الأمريكية على القارية وتولت العقد، وطبعت تصاميم مشابهة على أوراق أكثر ليونة مع بعض التغييرات في الألوان. ومع ذلك، جاء إعادة التصميم الكبير فقط في عام 1890، عندما أصدرت الشركة الأمريكية سلسلة جديدة تم فيها تقليص حجم الطابع بنحو 10% (ما يعرف بـ "الطوابع البنكية الصغيرة").[بحاجة لمصدر]
في عام 1873، بدأ مكتب البريد في إنتاج بطاقة بريدية مسبقة الطوابع. كان أحد الجوانب مطبوعاً عليه تصميم طابع رأس الحرية بقيمة سنت واحد، مع جملة (United States Postal Card) "بطاقة بريدية للولايات المتحدة"، وثلاثة خطوط فارغة مخصصة لعنوان الإرسال. بعد ست سنوات، قدم سلسلة من سبع "رسوم البريد المستحقة" بقيم تتراوح من 1 سنت إلى 50 سنت، جميعها طبعت بنفس اللون البني الأحمر، واتبعت نفس التصميم الموحد والوظيفي للغاية، حيث كانت القيم مرسومة بأرقام أكبر بكثير من تلك الموجودة على الطوابع النهائية. ظل التصميم دون تغيير حتى عام 1894، ولم تظهر سوى أربعة تصاميم مختلفة لطوابع الرسوم المستحقة حتى الآن.
في عام 1883، تم تخفيض سعر الطابع البريدي للرسائل من 3 سنتات إلى 2 سنت، مما استدعى إعادة تصميم طابع واشنطن الأخضر بقيمة 3 سنت، ليصبح الآن طابعاً بني اللون بقيمة 2 سنت.[بحاجة لمصدر]

### الخدمة الخاصة للتسليم

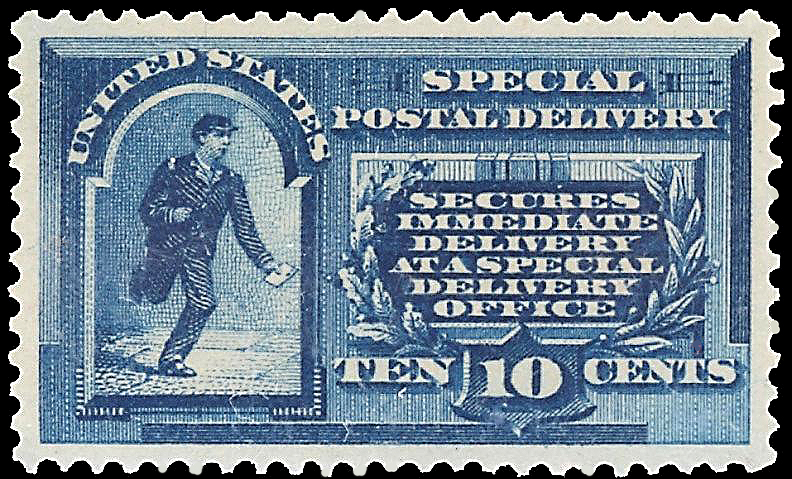
أول طابع تسليم خاص، سنة 1885

في عام 1885، أنشأت خدمة البريد الأمريكية خدمة التسليم الخاص ‏، وأصدرت طابعًا بقيمة عشرة سنتات يظهر ساعي بريد يركض، مع عبارة (secures immediate delivery at a special delivery office) "يضمن التسليم الفوري في مكتب التسليم الخاص". في البداية، كان هناك 555 مكتبًا فقط لهذه الخدمة، لكن في العام التالي أصبح جميع مكاتب البريد الأمريكية ملزمة بتقديم الخدمة. ومع ذلك، لم ينعكس هذا التوسع على طابع التسليم الخاص حتى عام 1888، عندما أضيفت الكلمات "في أي مكتب بريد" على إعادة طبع الطابع. (في الطوابع الصادرة في السنوات التالية، تم تزويد ساعي البريد بتقنيات جديدة مثل الدراجة الهوائية [1902]، والدراجة النارية [1922]، والشاحنة [1925]). على الرغم من أن آخر طابع تسليم خاص أمريكي تم إصداره كان في عام 1971، استمرت الخدمة حتى عام 1997، حين تم استبدالها إلى حد كبير بخدمة البريد السريع، التي تم تقديمها في عام 1989. كان إصدار التسليم الخاص لعام 1885 هو أول طابع بريد أمريكي مصمم بصيغة العرض المزدوج. وبعد ثماني سنوات، تم اختيار هذا الشكل لطوابع الذكرى الخاصة بمعرض كولومبيا، حيث قدم المساحة المناسبة للصور التاريخية. تم استخدام تخطيط العرض المزدوج بعد ذلك في العديد من الطوابع التذكارية الأمريكية.[بحاجة لمصدر]

## الخط الزمني

تاريخ أسعار البريد من الدرجة الأولى

- 1639: تأسيس أول مكتب بريد أمريكي في بوسطن
- 1672: نقل خدمة بريد مدينة نيويورك إلى بوسطن
- 1674: بدء خدمة البريد في ولاية كونيتيكت
- 1683: بدأ ويليام بن تقديم الخدمة الأسبوعية إلى قرى وبلدات بنسلفانيا وميريلاند
- 1693: بدء الخدمة بين المستعمرات في فرجينيا
- 1775: تعيين أول مدير عام لمكتب البريد: بنجامين فرانكلين
- 1799: الكونغرس الأمريكي يقر قانونًا يجيز فرض عقوبة الإعدام على سرقة البريد
- 1813: أول بريد يتم نقله بواسطة سفينة بخارية
- 1832: أول خدمة بريدية رسمية للسكك الحديدية
- 1847: إصدار أول طوابع بريدية أمريكية
- 1857: تقديم الطوابع المثقبة
- 1860: انطلاق شركة بوني إكسبريس
- 1861: السماح بإرسال بطاقات البريد
- 1873: تقديم "البطاقات البريدية" المختومة مسبقًا
- 1879: إدخال طوابع البريد المستحقة
- 1885: تقديم خدمة التوصيل الخاصة
- 1893: أول طوابع تذكارية للحدث: المعرض الكولومبي العالمي في شيكاغو
- 1913: بدأ تسليم الطرود البريدية المحلية
- 1918: تقديم أول طوابع البريد الجوي
- 1920: البريد عبر القارات بين مدينة نيويورك وسان فرانسيسكو
- 1940: إصدار أول طابع بريدي يكرم أحد الأمريكيين من أصل إفريقي، ويظهر فيه صورة بوكر تي واشنطن.
- 1955: تقديم خدمة البريد المعتمد
- 1958: بدأ الفنانون المشهورون في تصميم الطوابع
- 1963: تم تقديم رموز بريدية مكونة من 5 أرقام
- 1978: قدمت هيئة البريد الأمريكية سلسلة التراث الأسود.
- 1983: تم تقديم رمز ZIP + 4
- 1989: تقديم البريد ذي الأولوية
- 1992: تقديم الطباعة الدقيقة وتطوير أول طابع تذكاري بالكامل عن طريق الطباعة الملساء غير المباشرة
- 1994: خطأ في طابع أساطير الغرب (أشهر حوادث خطأ الطوابع في تاريخ الولايات المتحدة)
- 1997: تم إيقاف خدمة التوصيل الخاصة
- 2007: تقديم الطوابع الدائمة (Forever)

## المعلومات الكاملة للمراجع
- Lester G. Brookman, The Nineteenth Century Postage Stamps of the United States (H. L. Lindquist, 1947).
- John N. Luff and Benno Loewy, The Postage Stamps of the United States (New York, Scott Stamp & Coin Co., 1902).
- AskPhil – Glossary of Stamp Collecting Terms على موقع واي باك مشين (نسخة محفوظة 2011-05-23)
- Encyclopaedia of Postal History على موقع واي باك مشين (نسخة محفوظة 2012-10-10)
- Stanley Gibbons Ltd: various catalogues.
- Max Johl, The United States Postage Stamps of the Twentieth Century (Lindquist, 1937).
- Scott catalog.
- Rossiter, Stuart & John Flower. The Stamp Atlas. London: Macdonald, 1986. (ردمك 0-356-10862-7)

## للاستزادة
- Fuller, Wayne E. American Mail: Enlarger of the Common Life (University of Chicago Press; 1972)
- John, Richard R. Spreading the news: the American postal system from Franklin to Morse, Harvard University Press, 1998.
- Juell, Rodney A. and Steven J. Rod. Encyclopedia of United States Stamps and Stamp Collecting. Minneapolis: Kirk House Publishers, 2006 (ردمك 978-1886513983), 730p.
- Phillips, David G. et al.' American Stampless Cover Catalog: The standard reference catalog of American Postal History" Vol. 1, 1987 454p David G Phillips Publishing Co.

## روابط خارجية
- الموقع الرسمي لخدمة البريد الأمريكية (قسم التاريخ) (بالإنجليزية)
- 1847USA (بالإنجليزية)
- مخطط قيمة الطوابع غير المقومة (بالإنجليزية)
- متحف سميثسونيان الوطني للبريد (بالإنجليزية)
- ريتشارد فراجولا، المعارض والعروض التقديمية (بالإنجليزية)